# The Man in Half Moon Street
The Man in Half Moon Street (titlu original: The Man in Half Moon Street) este un film SF american din 1945 regizat de Ralph Murphy. În rolurile principale joacă actorii Nils Asther, Helen Walker. A fost refăcut în 1959 de către Hammer Films ca The Man Who Could Cheat Death.

## Distribuție
- Nils Asther ca Dr. Julian Karell
- Helen Walker ca Eve Brandon
- Reinhold Schünzel ca Dr. Kurt van Bruecken
- Paul Cavanagh ca Dr. Henry Latimer
- Edmund Breon ca Sir Humphrey Brandon
- Morton Lowry ca Alan Guthrie
- Matthew Boulton ca Det. Insp. Ned Garth
- Brandon Hurst ca Simpson--Butler